# Rancho Cordova
Rancho Cordova – miasto w Stanach Zjednoczonych, w stanie Kalifornia, w hrabstwie Sacramento.